# Ondrej Duda
Ondrej Duda (Snina, 5 december 1994) is een Slowaaks voetballer die doorgaans als offensieve middenvelder speelt. Hij tekende in september 2020 een contract tot medio 2024 bij FC Köln, dat hem overnam van Hertha Berlin. Duda debuteerde in 2014 in het Slowaaks voetbalelftal.

## Clubcarrière
Duda begon met voetballen bij MFK Snina, de club uit zijn geboortedorp. Later trok hij naar MFK Košice, waar hij op 22 juli 2012 debuteerde in de Fortuna Liga tegen Slovan Bratislava. Tijdens het seizoen 2014/15 maakte de offensieve middenvelder vijf doelpunten in negentien competitiewedstrijden, wat hem in februari 2014 een transfer opleverde naar Legia Warschau. Op 9 maart 2014 debuteerde hij voor zijn nieuwe club in de Ekstraklasa tegen Śląsk Wrocław. Eén week later maakte Duda zijn eerste doelpunt voor Legia Warschau tegen Wisła Kraków.
Duda tekende in juli 2016 een contract tot medio 2021 bij Hertha BSC, de nummer zeven van de Bundesliga in het voorgaande seizoen. Het betaalde circa €4.200.000,- voor hem aan Legia Warschau.
In 2020 ging Duda over naar FC Köln. Hij maakte deel uit van een ruildeal met Jhon Córdoba, die naar Berlijn trok.

## Interlandcarrière
Op 18 november 2014 debuteerde Duda voor Slowakije in de vriendschappelijke interland tegen Finland. Hij viel na 59 minuten in voor Marek Hamšík. Op 31 maart 2015 maakte hij zijn eerste interlanddoelpunt tegen Tsjechië. Met Slowakije nam Duda deel aan het Europees kampioenschap voetbal 2016 in Frankrijk. Daar nam hij de enige Slowaakse treffer voor zijn rekening in het met 2–1 verloren openingsduel tegen Wales op zaterdag 11 juni. Slowakije werd in de achtste finale uitgeschakeld door Duitsland (0–3).
Duda werd op 7 juni 2024 door bondscoach Francesco Calzona opgenomen in de Slowaakse selectie voor het EK 2024 in Duitsland. Slowakije eindigde als derde in een groep met Roemenië, België en Oekraïne, waarna het in de achtste finales na een verlenging met 2–1 verloor van Engeland. Duda kwam op het toernooi in iedere wedstrijd in actie en scoorde tegen Roemenië (1–1).